# Панікуліт
Панікуліт — група захворювань, відмінною рисою яких є запалення підшкірної жирової тканини (жирового шару під шкірою — підшкірної клітковини). Симптоми включають появу підшкірних вузликів і системні ознаки, такі як втрата ваги і втома.

## Класифікація

### Гістологічна
Дане захворювання може локалізуватися в будь-якій жировій тканині (шкірній або вісцеральній) і часто діагностується за допомогою глибокої біопсії шкіри, може бути додатково класифіковане гістологічними ознаками на основі розташування запалених клітин (в жирових часточках або в перегородках, які відокремлюють їх) і від наявності або відсутності васкуліту.
Існують чотири основні гістологічні підтипи:
- лобулярний панікуліт без васкуліту (гострий панікуліт, раніше званий хворобою Вебер-Крісчен, системний вузловий панікуліт),
- лобулярний панікуліт з васкулітом,
- септальний (пов'язаний з перегородками) панікуліт без васкуліту,
- септальний панікуліт з васкулітом.

### Симптоматична
Панікуліт також може бути класифікований за наявністю або відсутністю системних симптомів.
Панікуліт без системних захворювань може бути результатом травми або холоду.
Панікуліт системного захворювання може бути викликаний:
- захворюваннями сполучної тканини, такими як червоний вовчак або склеродермія;
- лімфопроліферативними захворюваннями, такими як лімфома або гістіоцитоз;
- панкреатитом або раком підшлункової залози;
- саркоїдозом з ураженням шкіри (близько 20 %),
- дефіцитом Альфа-1-антитрипсину і багатьма іншими причинами.

## Асоційовані умови
Ліпоатрофія або ліподистрофія (втрата підшкірної жирової тканини) може відбуватися в будь-якій з цих умов.